# Issei Ouchi
Issei Ouchi (大内 一生 Ouchi Issei?), född 8 september 2000, är en japansk fotbollsspelare.
Ouchi började sin karriär 2019 i Yokohama FC. 2020 blev han utlånad till YSCC Yokohama. Han spelade 29 ligamatcher för klubben. Han gick tillbaka till Yokohama FC 2021.